# Список памятников Краснодара

## Памятник Российской империи
| Фотография | Название                                                    | Дата открытия | Авторы | Местонахождение                 | Примечание                               |
| ---------- | ----------------------------------------------------------- | ------------- | ------ | ------------------------------- | ---------------------------------------- |
|            | Памятник на месте смерти мостостроителя инженера А. А. Жука | 1890-е годы   |        | Вишняковой улица, возле виадука | Объект культурного наследия № 2300006000 |

## Памятники СССР

### Памятники В. И. Ленину
| Внешние изображения   | Внешние изображения                                                                                     |
| --------------------- | --- |
| Памятник В. И. Ленину | |
|                       | Памятник В.И. Ленину на территории дома престарелых. 1980 год., размещённый на http://myekaterinodar.ru |

| Внешние изображения   | Внешние изображения                                                                       |
| --------------------- | ----------------------------------------------------------------------------------------- |
| Памятник В. И. Ленину |                                                                                           |
|                       | Памятник В.И. Ленину на территории авиаремонтного завода, размещённый на Памятники Ленину |

### Персональные памятники
| Фотография                                                                                      | Название                                                                                           | Дата открытия    | Авторы                                                                  | Местонахождение                                                         | Примечание |  |
| ----------------------------------------------------------------------------------------------- | -------------------------------------------------------------------------------------------------- | ---------------- | ----------------------------------------------------------------------- | ----------------------------------------------------------------------- | --- |  |
|                                                                                                 | Бершанская, Евдокия Давидовна – командиру 46-го гвардейского Таманского женского авиаполка         | 1988, 7 мая      | Аполлонов, Александр Алексеевич – скульптор                             | Бершанской улица, 355. Аэропорт                                         | |  |
|                                                                                                 | Горький, Алексей Максимович – советский писатель                                                   |                  |                                                                         | Дмитриевская дамба, 3. Профессиональный лицей № 24.                     | |  |
|                                                                                                 | Дзержинский, Феликс Эдмундович – революционер,                                                     | 1981             | Коломойцев, Олег Александрович – скульптор, Карпычев В. А. – архитектор | Сквер имени Ф. Э. Дзержинского                                          | |  |
|                                                                                                 | Димитров, Георгий Михайлович - деятель болгарского и международного коммунистического движения.    | 1980, 9 сентября | Георгиев М. – скульптор, Головеров В.Т. – архитектор.                   | Димитрова площадь. Кинотеатр "Болгария".                                | Выполнен из бронзы и мрамора. Объект культурного наследия № 2300169000 |  |
|                                                                                                 | Калинин, Михаил Иванович – российский революционер, советский государственный и партийный деятель  |                  |                                                                         | Красная улица, 176.                                                     | В начале 2000-х был перенесён с территории строящегося ТЦ «Центр города» (территория бывшего завода им. М. И. Калинина). |  |
|                                                                                                 | Корницкий, Михаил Михайлович – младший сержант, Герой Советского Союза                             | 1968             |                                                                         | Северная улица, 564. СОШ № 30 имени Героя Советского Союза Г. К. Жукова | Первоначально был установлен на территории фабрики Кожизделий, по адресу, ул. Березанская 88. В начале 2000-х был перенесён на территорию СОШ № 30 им. Героя Советского Союза Г. К. Жукова. 21 сентября 2012 был перенесён на новый постамент, в связи с установкой бюста Г. К. Жукова в рамках проекта «Аллея Российской славы» Объект культурного наследия № 2300165000 |  |
|                                                                                                 | Куйбышев, Валериан Владимирович – революционер, а затем советский партийный и политический деятель | 1935             | И. П. Шмагун – скульптор (реконструкция)                                | Тихорецкая улица, 5. МЖК "Краснодарский".                               | Первоначально был установлен в 1935 году. Скульптор неизвестен. Восстановлен в 1950 году после Великой Отечественной войны Объект культурного наследия № 2300206000 |  |
|                                                                                                 | Лузан, Фёдор Афанасьевич – ефрейтор, Герой Советского Союза                                        | 1968             |                                                                         | Седина улица, 4. Кубанский государственный медицинский университет      | Объект культурного наследия № 2300197000 |  |
|                                                                                                 | Лукьяненко, Павел Пантелеймонович – академик, селекционер, дважды Герой Социалистического Труда    | 1974             | Жданов, Владимир Андреевич – скульптор. Е. Г. Лашук.                    | КНИИСХ                                                                  | Объект культурного наследия № 2300184000 |  |
|                                                                                                 | Лукьяненко, Павел Пантелеймонович. Памятник на месте смерти.                                       |                  |                                                                         | Красных партизан улица, 6/2. ККБ № 2                                    | |  |
|                                                                                                 | Маркс, Карл – немецкий философ, социолог, экономист.                                               | 1967             | И. П. Шмагун – скульптор, Е. Г. Лашук – архитектор                      | Калинина улица, 13. КубГАУ                                              | Изготовлен из железобетона и мраморной крошки. Объект культурного наследия № 2300176000 |  |
|                                                                                                 | Маркс, Карл – немецкий философ, социолог, экономист.                                               | 1966             | Мисожников – архитектор                                                 | Ейское шоссе, посёлок Берёзовый                                         | Выполнен из алюминия. Объект культурного наследия № 2300186000 |  |
|                                                                                                 | Матросов, Александр Матвеевич – советский солдат, Герой Советского Союза                           |                  |                                                                         | Волжская улица, 39. СОШ № 14                                            | |  |
|                                                                                                 | Пустовойт, Василий Степанович – селекционер, дважды Герой Социалистического Труда                  | 1964             | И. П. Шмагун – скульптор. Е. Г. Лашук – архитектор.                     | Филатова улица, 17. ООО НПО ВНИИМК                                      | Бюст выполнен из бронзы. Открыт при жизни В. С. Пустовойта, в честь получения второго звания Героя Социалистического Труда Объект культурного наследия № 2300207000 |  |
| Внешние изображения Бюст Г.М. Седина Бюст Г.М.Седина. , размещённый на http://myekaterinodar.ru | Седин, Глеб Митрофанович – революционер, токарь завода "Кубаноль"                                  | 1967             | Сыромятников А. С., Широнин Н. Н., Чюшенко В. Н.                        | Захарова, 1. Территория станкостроительного завода «Седин»              | Отлит из чугуна, постамент прямоугольной формы, кирпичный, облицован мраморной плиткой. Высота 3 метра. Объект культурного наследия № 2300172000 |  |
|                                                                                                 | Дроздов, Михаил - токарь Екатеринодарского локомотивного депо, революционер.                       |                  |                                                                         | Братьев Дроздовых улица, 2. Дом культуры железнодорожников              | |  |
|                                                                                                 | Седин, Глеб Митрофанович – революционер, токарь завода "Кубаноль"                                  | 1981             | Бугаев Н. А. – скульптор. Чикнаварьян С. М. – архитектор                | Захарова улица, пересечение со Станкостроительной улицей.               | Первоначально был установлен на пересечении улиц Захарова и Нефтезаводской. Изготовлен из бронзы и гранита. Перенесён в 1990-е годы. |  |
|                                                                                                 | Серов, Анатолий Константинович - советский лётчик, Герой Советского Союза                          |                  |                                                                         | Дзержинского улица, 135/1. КВВАУЛ.                                      | КВВАУЛ ранее носило имя А. К. Серова |  |
|                                                                                                 | Шевченко, Тарас Григорьевич – украинский поэт                                                      | 1980             | И. П. Шмагун – скульптор. Головеров Валерий Тимофеевич – архитектор.    | Ставропольская улица, пересечение с улицей Шевченко.                    | Выполнен из мраморной крошки. Объект культурного наследия № 2300210000 |  |
| Внешние изображения                                                                             | |                  |                                                                         |                                                                         | |  |
| Бюст Г.М. Седина                                                                                | |                  |                                                                         |                                                                         | |  |
|                                                                                                 | Бюст Г.М.Седина., размещённый на http://myekaterinodar.ru                                          |                  |                                                                         |                                                                         | |  |

### Воинские памятники
| Фотография | Название | Дата открытия                                           | Авторы                                                                                | Местонахождение                                                            | Примечание |
| ---------- | --- | ------------------------------------------------------- | ------------------------------------------------------------------------------------- | -------------------------------------------------------------------------- | --- |
|            | Обелиск воинам, принимавшим участие в освобождении города в 1920 году от белогвардейцев | 1967                                                    | Зингер — архитектор, Мхитарьянц — архитектор                                          | Ростовское шоссе, пересечение с Офицерской улицей                          | Открытие приурочено к 50-летию Октябрьской революции. Объект культурного наследия № 2300000008 |
|            | Памятник борцам, павшим за власть Советов на Кубани | 1928, 7 ноября Объект культурного наследия № 2305751000 |                                                                                       | Всесвятское кладбище.                                                      | Был установлен в центре братского кладбища. |
|            | Памятный знак на месте гибели Героя Гражданской войны С. П. Захарова | 1928                                                    |                                                                                       | Захарова улица                                                             | Объект культурного наследия № 2300020000 |
|            | Памятник воинам, принимавшим участие в освобождении города от немецко-фашистских захватчиков | 1965                                                    | И. П. Шмагун — скульптор. Е. Г. Лашук — архитектор.                                   | Победы площадь                                                             | Объект культурного наследия № 2300000489 |
|            | Мемориальный комплекс кубанцам, погибшим в борьбе за Родину | 1967                                                    | И. П. Шмагун — скульптор. В.Т. Головеров, Шлыков Н. П. — архитекторы.                 | Павших Героев площадь                                                      | Комплекс состоит из фигуры женщины, олицетворяющей Родину-мать, монументальной стены с высеченной на ней эпизодами Гражданской и Великой Отечественной войн, стены с каменными мемориальными досками, на которых нанесены имена воинов-героев Кубани, чаши с Вечным огнём. Выполнен из бетона и гранита. Объект культурного наследия № 2300063000                                    |
|            | Памятник 13 тысячам краснодарцев - жертвам фашистского террора | 1975                                                    | И. П. Шмагун — скульптор. Головеров В. Т. — архитектор. Головерова И. И. — архитектор | Чистяковская роща                                                          | Объект культурного наследия № 2300064000 |
|            | Памятник 500 советским воинам и мирным жителям, погибшим в боях с фашистскими захватчиками | 1975                                                    |                                                                                       | Обрывная улица, пересечение с Воронежской                                  | Объект культурного наследия № 2300008000 |
|            | Обелиск воинам-освободителям города Краснодара | 1967, 9 мая                                             | Ставропольская улица. Парк «Солнечный остров».                                        | И. П. Шмагун — скульптор.                                                  | Посвящён 46-й армии, освобождавшей Краснодар в ночь с 11 на 12 февраля 1943 года. Обелиск выполнен из железобетона. Высота 15 метров. Объект культурного наследия № 2300227000 |
|            | Военно-Братский мемориальный комплекс | 1985, 9 мая                                             |                                                                                       | Аэродромная улица, Всесятское кладбище.                                    | Объект культурного наследия № 2300088000 |
|            | Памятник студентам, преподавателям и сотрудникам КубГТУ, погибшим на фронтах Великой Отечественной войны. | 1986                                                    | Кибальников А. К., Жолтиков А. С., Протоков В. И.                                     | Красная улица, 135. КубГТУ                                                 | |
|            | Мемориальный комплекс «Памяти преподавателей и студентов КубГУ, погибших в годы Великой Отечественной войны» | 1987                                                    |                                                                                       | Ставропольская улица, 149. КубГУ                                           | 5 мая 2015 года открыт после реставрации. Был дополнен бюстами Героев Советского Союза И. М. Якубина и А. Н. Хуторянского. |
|            | Памятник Зенитчикам | 1973, 9 мая                                             | Демьяненко О. А.                                                                      | Ставропольская улица, 151. Сквер Зенитчиков                                | Памятник представляет собой 85-мм зенитную пушку образца 1939 года, размещённую на небольшом кургане. На мраморной плите, выбиты имена 8-ми погибших зенитчиков и следующий текст: «Воинам 57 отд. зенитного артиллерийского дивизиона, павшим в боях с немецко-фашистскими захватчиками при защите Краснодара». Объект культурного наследия № 2300057000                            |
|            | Памятник Героям битвы за Кубань | 1945                                                    | Сало А. П. — скульптор                                                                | Сквер Казачьей Славы                                                       | Открыт на средства жителей станицы Пашковской. Объект культурного наследия № 2300226000 |
|            | Памятник Героям Советского Союза | 1985, 9 мая                                             |                                                                                       | Парк имени 30-летия Победы                                                 | |
|            | Мемориальная Арка «Ими гордится Кубань» |                                                         | Архитектор Р. Ф. Райлов                                                               | Жукова Г. К. сквер                                                         | На мраморных плитах мемориальной Арки высечены имена 289 Героев Советского Союза, 44 полных кавалера орденов Славы, 11 Героев Российской Федерации, Героев Социалистического труда и полных кавалеров ордена Трудовой Славы — уроженцев Кубани. Арка была открыта в 60-е годы. В 1996 году на вершину Арки была помещена скульптура Георгия Победоносца (скульптор А. А. Аполлонов). |
|            | Мемориал памяти сотрудников органов внутренних дел Кубани, павших в боях при защите Родины и погибших в мирные дни при исполнении служебного долга.                                                                                       | 1981, 10 ноября                                         |                                                                                       | Гаврилова улица, 96. Главное Управление МВД России по Краснодарскому краю. | Сооружён за счёт средств, заработанных личном составом на субботниках и воскресниках. |
|            | Обелиск на могиле партизан, Героев Советского Союза братьев Игнатовых Е. П. и Г. П. |                                                         |                                                                                       | Всесвятское кладбище. Юго-западная часть.                                  | Объект культурного наследия № 2305752000 |
|            | Обелиск в честь воинов-учителей и учащихся, погибших в 1941—1945 на фронтах Великой Отечественной войны. |                                                         |                                                                                       | Железнодорожная улица, 8. Лицей № 12.                                      | Объект культурного наследия № 2300015000 |
|            | Обелиск в честь воинов — учителей и учащихся, погибших в 1941—1945 гг. на фронтах Великой Отечественной войны |                                                         |                                                                                       | Гоголя улица (Пашковский микрорайон), 17. СОШ № 58 имени Е. И. Носаль      | |
|            | Обелиск в память погибших работников кожзавода имени М. И. Калинина в Великой Отечественной войне |                                                         |                                                                                       | Кожевенная улица, 46/1.                                                    | |
|            | Памятник сотрудникам КНИИСХ, не вернувшимся с Великой Отечественной войны |                                                         |                                                                                       | КНИИСХ имени П. П. Лукьяненко                                              | |
|            | Памятник бойцам Красной Армии, погибшим в дни Отечественной войны в боях за освобождение Краснодара и комсомольцам и рабочим Краснодарской Госселекстанции (ныне КНИИСХ) убитым врагами 12 февраля 1943 года                              |                                                         |                                                                                       | КНИИСХ имени П. П. Лукьяненко                                              | Объект культурного наследия № 2300091000 |
|            | Памятник сотрудникам ВНИИМК, погибших на фронтах Великой Отечественной войны |                                                         |                                                                                       | Филатова улица, 17. ООО НПО ВНИИМК                                         | |
|            | Памятник работникам кирпичного завода, павшим в боях Великой Отечественной войны. |                                                         |                                                                                       | Заводская улица, 7. Кирпичный завод.                                       | |
|            | Обелиск в честь рабочих завода им. Седина — воинам, павшим в боях за Советскую власть в годы Гражданской и Великой Отечественной войны.                                                                                                   | 1967                                                    | Сыромятников А. С., Широков Н. Н. — сотрудники завода.                                | Захарова улица, 1. Территория станкостроительного завода «Седин»           | Сооружён в честь 50-летия Советской власти с целью увековечения памяти погибших рабочих завода. Обелиск трёхгранный, чугунный. Высота 8,8 метра. Постамент бетонный, облицованный мраморной плитой. Высота постамента 3,6 метра. Объект культурного наследия № 2300018000 |
|            | Обелиск в честь воинов-рабочих ЗИП, погибших в 1941—1945 на фронтах Великой Отечественной войны | 1975, 9 мая                                             |                                                                                       | Зиповская улица, 5. ЗИП                                                    | Объект культурного наследия № 2300021000 |
|            | Обелиск в честь воинов-учителей и учащихся, погибших в 1941—1945 гг. на фронтах Великой Отечественной войны. |                                                         |                                                                                       | Чапаева улица, 71, СШ № 28.                                                | |
|            | Памятник работникам депо, погибшим в годы Великой Отечественной войны | 1975                                                    |                                                                                       | Привокзальная площадь. Локомотивное депо                                   | Объект культурного наследия № 2300066000 |
|            | Обелиск в честь воинов-рабочих, погибших в 1941—1945 гг. на фронтах Великой Отечественной войны. |                                                         |                                                                                       | Вагонное депо станции Краснодар I                                          | Объект культурного наследия № 2300049000 |
|            | Обелиск в честь работников краснодарского аэропорта, погибших в годы Великой Отечественной войны. | 1975, 9 мая                                             | Борисовский Н. А. — художник                                                          | Сквер Авиаторов                                                            | Сооружён на средства личного состава краснодарского авиапредприятия. |
|            | Памятник сотрудникам госпиталя, не вернувшимся с ВОВ. |                                                         |                                                                                       | Октябрьская улица, 6 к2. Военный госпиталь.                                | |
|            | Памятник Евгению Дорошу | 1975, 1 октября                                         | Пермяков В. — скульптор                                                               | Уссурийская улица, 2. СОШ № 66 имени Евгения Дороша                        | |
|            | Братская могила советских воинов, погибших в боях с фашистскими захватчиками. |                                                         |                                                                                       | Сквер Памяти Евгения Дороша                                                | Объект культурного наследия № 2300223000 |
|            | Памятник воинам, павшим в Великой Отечественной войне |                                                         |                                                                                       | Лазурный посёлок, Октябрьская улица. Дом культуры.                         | |
|            | Памятник воинам, погибшим в боях за станицу Елизаветинскую |                                                         |                                                                                       | Елизаветинская станица, Ленина улица, пересечение с Советской улицей       | Братская могила партизан, погибших в бою с фашистскими захватчиками Объект культурного наследия № 2300219000 |
|            | Памятник воинам-землякам | 1987, 5 декабря                                         |                                                                                       | Старокорсунская станица, Сквер «Прохладный»                                | |
|            | Памятник Неизвестному солдату. |                                                         |                                                                                       | Сквер Памяти Евгения Дороша                                                | |
|            | Памятник Неизвестному солдату |                                                         |                                                                                       | Колосистый посёлок. Сквер Памяти героев-танкистов.                         | |
|            | Памятник жителям станицы Елизаветинская, погибшим в годы Великой Отечественной войны |                                                         |                                                                                       | Елизаветинская станица, Ленина улица, пересечение с Советской улицей       | |
|            | Памятник жителям станицы Пашковской, павшим в годы Великой Отечественной войны |                                                         |                                                                                       | Сквер Казачьей Славы                                                       | Здесь же находится братская могила лётчиц, погибших при освобождении Кубани от немецко-фашистских захватчиков. Здесь же захоронена Герой Советского Союза Носаль Е. И. Объект культурного наследия № 2300228000 |
|            | Братская могила жертв фашизма 1942—1943 годов | 1982, 9 мая.                                            |                                                                                       | Московская улица, 81. АО «Селена»                                          | Обелиск поставлен по инициативе комсомольцев приборного завода. Объект культурного наследия № 2300092000 |
|            | Памятник жертвам фашизма |                                                         |                                                                                       | Сквер Памяти Евгения Дороша                                                | Объект культурного наследия № 2300221000 |
|            | Братская могила 807 советских воинов, погибших при защите и освобождении от немецко-фашистских захватчиков станицы Старокорсунской |                                                         |                                                                                       | Сквер «Старокорсунский»                                                    | Первоначально братская могила находилось на территории бывшего колхоза «Красная звезда». В 1950 году была перенесена в сквер. Объект культурного наследия № 2301150000 |
|            | Братская могила сотрудников института садоводства и виноградарства и неизвестного воина, погибших в 1942 г. | 1985, 9 мая                                             |                                                                                       | 40-лет Победы, 39. ФГБНУ СКЗНИИСиВ                                         | |
|            | Памятник студентам Краснодарского государственного института физической культуры, павшим вдали от Родины за свободу и независимость трудового народа Афганистана, воинам-интернационалистам Королю Валерию, Миронову Вадиму, Пидине Павлу | 1989, сентябрь                                          |                                                                                       | Будённого улица, 161. КГУФКСТ                                              | |
|            | Памятник защитникам кубанского неба в годы ВОВ | 1985                                                    |                                                                                       | Тургенева улица, пересечение с Яна Полуяна улицей                          | Установлен в канун 40-летия Победы в Великой Отечественной войне. Объект культурного наследия № 2304462000 |
|            | Памятник авиаторам | 1975                                                    |                                                                                       | Совхозная улица                                                            | Посвящён неизвестному лётчику. Объект культурного наследия № 2300007000 |
|            | Реактивная установка «Катюша» | 1985                                                    |                                                                                       | Ростовское шоссе, пересечение с Российской улицей                          | Установлена в честь гвардейцев-миномётчиков, защищавших Кубань от фашистских захватчиков. Объект культурного наследия № 2304461000 |
|            | Памятник Защитникам отечества |                                                         |                                                                                       | Калинина улица, 13. КубГАУ                                                 | На постаменте установлен лёгкий многоцелевой бронированный транспортёр-тягач МТ-ЛБ. |
|            | Памятник в честь 45-летия Победы в ВОВ | 1990                                                    |                                                                                       | Сквер возле Дмитриевской дамбы                                             | Восстановлен в 2000-е годы учащимися СОШ № 34 |
|            | Братская могила 72-х советских воинов, погибших при защите и освобождении от немецко-фашистских захватчиков х. Восточного. | 1943                                                    |                                                                                       | Восточный хутор                                                            | На постаменте надпись о 67 захороненных советских воинах. Объект культурного наследия № 2300215000 |
|            | Братская могила советских воинов, погибших при защите и освобождении от немецко-фашистских захватчиков хутора Копанского |                                                         |                                                                                       | Копанской хутор. СШ № 79                                                   | Объект культурного наследия № 2300224000 |
|            | Братская могила 3 советских лётчиков, погибших при освобождении от немецко-фашистских захватчиков станицы Елизаветинской |                                                         |                                                                                       | Елизаветинская станица. Кладбище.                                          | Объект культурного наследия № 2300217000 |
|            | Братская могила советских воинов, погибших при освобождении от немецко-фашистских захватчиков станицы Елизаветинской |                                                         |                                                                                       | Елизаветинская станица. СШ 75.                                             | |
|            | Братская могила жертв фашистского террора 1943 г. |                                                         |                                                                                       | Елизаветинская станица. За постом ГИБДД на берегу р. Кубань                | Объект культурного наследия № 2300220000 |
|            | Братская могила лётчиков, погибших при освобождении от немецко-фашистских захватчиков станицы Елизаветинской |                                                         |                                                                                       | Елизаветинская станица, 1-е отд. учхоза «Кубань», 500 м южнее кладбища     | |
|            | Братская могила советских воинов, погибших при защите и освобождении от немецко-фашистских захватчиков п. Калинино |                                                         |                                                                                       | Уссурийская улица, 2. СОШ № 66.                                            | |
|            | Братская могила, советских воинов, погибших при освобождении от немецко-фашистских захватчиков х. Нового и х. Копанского |                                                         |                                                                                       | Новый хутор. Кладбище.                                                     | В братской могиле захоронены войны 9-й горно-стрелковой дивизии, погибшие 15 февраля 1943, при освобождении х. Нового и Копонского |
|            | Могила неизвестного солдата и обелиск в честь воинов-земляков, погибших в 1941—1945 гг. на фронтах Великой Отечественной войны. |                                                         |                                                                                       | Учхоз «Краснодарский», центральная усадьба                                 | |
|            | Братская могила лётчиков, погибших в 1943 г. при освобождении от немецко-фашистских захватчиков г. Краснодара |                                                         |                                                                                       | Учхоз «Кубань». Кладбище                                                   | |
|            | Братская могила воинов, погибших в 1942—1943 гг. при защите и освобождении от немецко-фашистских захватчиков г. Краснодара. |                                                         |                                                                                       | Северный посёлок. Кладбище.                                                | |

### Тематические памятники
| Фотография | Название                                                                          | Дата открытия | Авторы                                             | Местонахождение                                                               | Примечание |
| ---------- | --------------------------------------------------------------------------------- | ------------- | -------------------------------------------------- | ----------------------------------------------------------------------------- | --- |
|            | Скульптура «Аврора»                                                               | 1967          | И. П. Шмагун – скульптор. Е. Г. Лашук – архитектор | Красная улица, 169. Кинотеатр «Аврора».                                       | Выполнена из железобетона. Объект культурного наследия № 2300183000 |
|            | Памятник "Человек-созидатель"                                                     | 1967          | Коломойцев, Олег Александрович – скульптор         | Мачуги улица. Район ТЭЦ.                                                      | Выполнен из бетона со мраморной крошкой. Первоначально проект предназначался для установки его на трассе при въезде в аэропорт Внуково. Проект был одобрен и принят заказчиком, не был осуществлён из-за отмены решения о его сооружении. Объект культурного наследия № 2300000483 |
|            | Памятник первому пионерскому отряду, образованному на Кубани 23 февраля 1923 года | 1983, февраль |                                                    | Седина улица, 16.                                                             | |
|            | Памятный камень на месте основания Екатеринодарской крепости в 1793 году          |               |                                                    | Постовая улица, между Красноармейской и Красной улицами                       | |
|            | Памятник врачу                                                                    |               |                                                    | Красная улица, 1. Специализированная клиническая психиатрическая больница № 1 | |

### Памятники транспортным объектам
| Фотография | Название                                                   | Дата открытия | Авторы | Местонахождение                                           | Примечание |
| ---------- | ---------------------------------------------------------- | ------------- | ------ | --------------------------------------------------------- | ---------- |
|            | Памятник первому паровозу Екатеринодарской железной дороги |               |        | Привокзальная площадь. Железнодорожный вокзал Краснодар-1 |            |
|            | Памятник тепловозу ТЭЗ 2255                                |               |        | Привокзальная площадь. Железнодорожный вокзал Краснодар-1 |            |
|            | Памятник «Слава авиации»                                   |               |        | Дзержинского улица, 135. КВВАУЛ                           |            |

## Памятники Российской Федерации

### Персональные памятники
| Фотография | Название | Дата открытия      | Авторы                                                                    | Местонахождение                                                                                        | Примечание |
| ---------- | --- | ------------------ | ------------------------------------------------------------------------- | --- | --- |
|            | Аверкиев, Александр Александрович – рядовой, Герой Российской Федерации                                                                | 2019, 28 ноября.   |                                                                           | Пересечение Бульвара Героев-Разведчиков и улицы имени Героя Аверкиева.                                 | Установлен на основании решения городской Думы Краснодара от 29.08.2019 №80 п.5. |
|            | Айвазовский, Иван Константинович – российский художник-маринист армянского происхождения                                               | 2022, 19 августа   | Филиппов, Константин — скульптор; Шипунов, Андрей — архитектор            | Пересечение улиц Ставропольской и Старокубанской, около дома № 201                                     | Создан в честь 205-летия художника. Инициатором создания является Региональная армянская национально-культурная автономия Краснодарского края. Инсталляция выполнена из бронзы, составляет 5 метров в высоту и названа «Мелодия моря». На открытии памятника были репродукции картин художника (в металлических стендах), но в дальнейшем их убрали. |
|            | Бреус, Степан Лаврентьевич – младший лейтенант, Герой Советского Союза, почётный гражданин Краснодара                                  | 2007, 15 декабря   |                                                                           | Белозёрный посёлок                                                                                     | |
|            | Грабин, Василий Гаврилович – советский конструктор и организатор производства артиллерийского вооружения Великой Отечественной войны.. | 2022, 07 мая       | Золотухин, Владимир Николаевич – скульптор                                | Парк 30-летия Побеыды                                                                                  | Высота памятника — более трёх метров, он изготовлен из бронзы, установлен на гранитном постаменте. Изготовлен в городе Смоленске. |
|            | Дзержинский, Феликс Эдмундович – революционер, государственный деятель, основатель и руководитель ВЧК.                                 | 2021, 11 сентября  |                                                                           | КИМ улица, 17. СОШ №32 им. Ф. Э. Дзержинского                                                          | |
|            | Динков, Василий Александрович – первый директор «Кубаньгазпром»                                                                        | 2010, 16 ноября    | Яковлева, Ольга Фёдоровна – скульптор                                     | Нефтяников шоссе, 53. Газпром добыча Краснодар                                                         | |
|            | Евскин, Вячеслав Михайлович – майор ФСБ, участник первой чеченской войны, Герой Российской Федерации                                   | 2016, 8 августа.   |                                                                           | Бульвар им. В. М. Евскина                                                                              | |
|            | Есенин, Сергей Александрович – русский поэт                                                                                            | 1995               | Аполлонов, Александр Алексеевич – скульптор                               | Парк "Солнечный остров"                                                                                | Первоначально был установлен на ул. Лизы Чайкиной на средства и по инициативе заслуженного строителя Кубани С. Фролова. Скульптор А. А. Аполлонов. В 2010 году памятник был перенесён. |
|            | Жуков, Георгий Константинович – маршал, четырежды Герой Советского Союза                                                               | 1996               | Аполлонов, Александр Алексеевич – скульптор                               | Красная улица, сквер имени Г. К. Жукова                                                                | |
|            | Корнилов, Лавр Георгиевич – русский военачальник, генерал от инфантерии.                                                               | 2013, 13 апреля.   | Корнаев, Алан Петрович – скульптор. Пчелин, Валерий Павлович – скульптор. | Калинина улица, 100.                                                                                   | Памятник установлен рядом с «Фермой» на которой 13.04.1918 Л. Г. Корнилов трагически погиб. Памятник представляет собой трёхметровую бронзовую фигуру генерала. |
|            | Косенко, Иван Сергеевич – профессор, основатель ботанического сада Кубанского государственного аграрного университета                  | 2009               |                                                                           | Ботанический сад, вход пересечения улиц Красных партизан и Трубилина.                                  | Установлен по инициативе декана агрономического факультета А. И. Радионова в канун 50-летия ботанического сада в 2009 году. |
|            | Лермонтов, Михаил Юрьевич – русский поэт, прозаик, драматург, художник.                                                                | 2022               | Золотухин, Владимир Николаевич – скульптор.                               | Территория лицея №90, Юбилейный микрорайон.                                                            | Открыт 25 октября 2022 года. |
|            | Лузан, Фёдор Афанасьевич – ефрейтор, Герой Советского Союза                                                                            | 2019               |                                                                           | Гимназия №33 имени Ф.А. Лузана, ул. Лузана 1.                                                          | Открыт 9 декабря 2019 года в Дню Героев Отечества. |
|            | Лучко, Клара Степановна | 2008, 26 сентября. | Успенская Дарья. – скульптор. Шанов Виталий – скульптор.                  | Постовая улица, 41. Ресторанно-гостиничный комплекс "Платан"                                           | |
|            | Покрышкин, Александр Иванович лётчик-истребитель, трижды Герой Советского Союза                                                        | 2005, 28 апреля    | Яковлева, Ольга Фёдоровна                                                 | Дзержинского улица, Жукова микрорайон                                                                  | Первоначально был установлен на Постовой улице, перед центральным входом в Городской сад, перенесён в 2008 году. |
|            | Пономаренко, Григорий Фёдорович – народный артист СССР                                                                                 | 2002, 14 сентября  | Яковлева, Ольга Фёдоровна – скульптор. Субботин Ю. – архитектор           | Красная улица, пересечение с Гоголя улицей. Краснодарская краевая филармония                           | Первоначально был установлен в сквере на ул. Красной. В 2005 году был перенесён к Краснодарской краевой филармонии |
|            | Пушкин, Александр Сергеевич – русский поэт, драматург и прозаик                                                                        | 1999               | Жданов, Владимир Андреевич – скульптор. Карпычев В. – архитектор.         | Площадь имени А. С. Пушкина                                                                            | Первоначально был установлен ближе к улице Советской. В начале 2000-х был перенесён к библиотеке имени А. С. Пушкина |
|            | Рашпиль, Григорий Антонович – генерал-лейтенант, и.о. наказного атамана Черноморского казачьего войска                                 | 2016, 15 октября   | Пчелин, Валерий Павлович – скульптор.                                     | Рашпилевская улица, пересечение с улицей Будённого                                                     | Установлен в честь 320-летия Кубанского казачьего войска. Изготовлен из бронзы. На постаменте памятника написано, что Г. А. Рашпиль был наказным атаманом, но на самом деле являлся и.о. наказного атамана Черноморского казачьего войска. |
|            | Репин, Илья Ефимович – русский художник-живописец                                                                                      | 1993               | Яковлева, Ольга Фёдоровна – скульптор                                     | Красная улица, пересечение с Советской улицей в сквере                                                 | Открыт в день празднования 200-летия со дня основания Краснодара |
|            | Розинг, Борис Львович – русский физик, учёный, педагог, изобретатель телевидения, автор первых опытов по телевидению                   | 2021, 26 сентября  | Золотухины Владимир и Серафима – скульпторы. Багин, Виктор — архитектор.  | Красная улица, 135. Перед зданием КубГТУ.                                                              | |
|            | Сафонов, Борис Феоктистович – лётчик-истребитель, дважды Герой Советского Союза                                                        |                    | Ярославского улица, пересечение с Сафонова улицей                         | | |
|            | Суворов, Александр Васильевич – великий русский полководец.                                                                            | 2004, 24 ноября    | Корнаев, Алан Петрович – скульптор.                                       | Мариинский сквер.                                                                                      | |
|            | Тургенев, Иван Сергеевич – русский писатель-реалист, поэт, публицист, драматург, прозаик и переводчик.                                 | 2018, 9 ноября     | Арутюнян Мигран – скульптор                                               | Тургенева улица, аллея ЖК "Тургенев"                                                                   | |
|            | Шевелёв, Николай Николаевич – подполковник, Герой Российской Федерации                                                                 | 2019, 9 декабря.   |                                                                           | Ростовская улица, 14, территории СОШ № 78 им. Героя Российской Федерации Николая Николаевича Шевелёва. | |
|            | Щербина, Фёдор Андреевич – кубанский казачий политик и общественный деятель                                                            | 2011, 13 сентября  | Корнаев, Алан Петрович – скульптор. Пчелин, Валерий Павлович – скульптор. | Сквер Дружбы народов                                                                                   | |

### Аллея Славы КубГАУ
Находится на территории КубГАУ перед корпусом факультета зоотехнологии и менеджмента. Заложена в мае 2010 года. Открыта 5 мая 2011 года
| Фотография | Название                                                                                     | Дата открытия | Авторы | Местонахождение             | Примечание |
| ---------- | -------------------------------------------------------------------------------------------- | ------------- | ------ | --------------------------- | ---------- |
|            | Бюст Ф. М. Иванова – полковника, Героя Советского Союза.                                     | 2011          |        | Калинина улица, 13. КубГАУ  |            |
|            | Бюст Е. А. Костылёва – гвардии майора, Героя Советского Союза.                               | 2011          |        | Калинина улица, 13. КубГАУ. |            |
|            | Бюст М. И. Клепикова - бригадира, дважды Героя Социалистического Труда.                      |               |        | Калинина улица, 13. КубГАУ. |            |
|            | Бюст П. П. Лукьяненко – селекционера, дважды Героя Социалистического Труда.                  |               |        | Калинина улица, 13. КубГАУ. |            |
|            | Бюст Н. П. Мельникова – старшего лейтенанта, Героя Советского Союза                          | 2011          |        | Калинина улица, 13. КубГАУ  |            |
|            | Бюст В. С. Пустовойта – селекционера, дважды Героя Социалистического Труда                   |               |        | Калинина улица, 13. КубГАУ. |            |
|            | Бюст Н. Е. Редькина – гвардии лейтенанта, Героя Советского Союза                             | 2011          |        | Калинина улица, 13. КубГАУ. |            |
|            | Бюст В. Ф. Резникова – председателя колхоза, дважды Героя Социалистического Труда            |               |        | Калинина улица, 13. КубГАУ. |            |
|            | Бюст И. Т. Трубилина – академика ВАСХНИЛ, Героя Социалистического Труда, Героя Труда Кубани. |               |        | Калинина улица, 13. КубГАУ. |            |
|            | Бюст В. В. Яксаргина – генерал-майора, Героя Советского Союза                                | 2011          |        | Калинина улица, 13. КубГАУ. |            |

### Воинские памятники
| Фотография | Название                                                                          | Дата открытия    | Авторы                                                                      | Местонахождение | Примечание |
| ---------- | --------------------------------------------------------------------------------- | ---------------- | --------------------------------------------------------------------------- | --- | --- |
|            | Памятник «Славным сынам Отечества казакам и горцам – героям Первой мировой войны» | 2016, 28 июля    | Пчелин, Валерий Павлович – скульптор. Корнаев, Алан Петрович – скульптор    | Александровский бульвар | Памятник изготовлен из бронзы, состоит из двух фигур – казака и горца, стоящих на постаменте из мрамора. Высота памятника 2,4 метра. Стоимость памятника составила 9,3 млн рублей. Создан на общественные средства.. |
|            | Памятник «Сынам Кубани, павшим в Афганистане»                                     | 1998             | Аполлонов, Александр Алексеевич – скульптор. Галкин С. – архитектор         | Чистяковская роща | |
|            | Памятник воинам-афганцам, жителям Краснодара                                      | 2015, 15 февраля |                                                                             | Российская улица, 132. Краснодарский архитектурно-строительный техникум. | |
|            | Мемориал, посвящённый воинам-кубанцам погибшим в локальных конфликтах.            | 2014, 11 декабря |                                                                             | Чистяковская роща | Памятник представляет собой, установленную на постамент БМП. В память о военнослужащих, участвовавших в тех событиях, на борту БМП начертано «67 АК», что означает 67 армейский корпус.                              |
|            | Памятник екатеринодарцам, жертвам Гражданской войны в России.                     | 1998, 7 ноября   | Корнаев, Алан Петрович – скульптор. Гурин, Анатолий Дмитриевич – архитектор | Городской сад, центральная аллея | Посвящён «сгоревшим в огне» Гражданской войны мирным жителям и войнам г. Екатеринодара независимо от их принадлежности и убеждений                                                                                   |
|            | Памятник военным морякам Кубани                                                   | 2016, 31 июля    |                                                                             | Парк имения 30-летия Победы | Выполнен из карельского гранита. Памятник изготовлен по эскизам и на средства Краснодарского морского собрания. Открыт в день ВМФ. Посвящён военным морякам Кубани.                                                  |
|            | Обелиск защитникам Краснодара, погибшим на Пашковской переправе                   | 2003, 8 мая      | Золотоверх И. Н. – скульптор                                                | Заводская улица, 7. Кирпичный завод. | |
|            | Памятник воинам-танкистам, освободителям Кубани                                   | 2015, 8 мая.     |                                                                             | Колосистый посёлок, сквер Памяти героев-танкистов. | Памятник представляет собой советский средний танк Т-62, установленный на постамент. |
|            | Памятник Воинам 30-й Иркутской дивизии                                            |                  | 30-й Иркутской дивизии улица, 1. Гимназия № 82.                             | Установлен учащимися гимназии | |
|            | Памятник C. Д. Передерию                                                          | 2015, 12 февраля |                                                                             | Воровского улица, пересечение с Головатого улицей | |
|            | Памятник воинам односельчанам, погибшим в ВОВ                                     |                  |                                                                             | Октябрьский хутор. | |
|            | Памятник воинам, павшим в Великой Отечественной войне                             | 2000, 5 мая      | Бугаев, Н. А. – скульптор                                                   | Белозёрный посёлок | Установлен по инициативе депутата ЗСК В. В. Процко. |
|            | Памятник венгерским военнопленным                                                 |                  | Рашпилевская 325/2                                                          | Первоначально установлен в 2002 году по инициативе ассоциации международного военно-мемориального сотрудничества «Военные мемориалы» на Всесвятском кладбище. Перенесён в 2008 году. | |
|            | Памятник воинам погибшим за Отечество                                             | 2015, 8 мая      |                                                                             | Ленина, хутор. | Обелиск украшает фигура Георгия Победоносца — святого покровителя воинов. Памятник посвящён не только героям Великой Отечественной, но и участникам локальных войн — в Чечне и Афганистане.                          |
|            | Обелиск защитникам Отечества, живым и павшим, известным и безымянным.             |                  |                                                                             | Старокорсунская станица, Шевченко улица, 222, СОШ № 86. | Обелиск построен школьниками, участниками поискового отряда "Обелиск". |

### Тематические памятники
| Фотография | Название                                                         | Дата открытия     | Авторы                                                                           | Местонахождение                                                                                   | Примечание |
| ---------- | ---------------------------------------------------------------- | ----------------- | -------------------------------------------------------------------------------- | ------------------------------------------------------------------------------------------------- | --- |
|            | Памятник ликвидаторам аварии на Чернобыльской АЭС                | 2011, 26 апреля   | Золотухин Владимир – архитектор                                                  | Чекистов проспект, 25                                                                             | По задумке автора, на постаменте стоят трое «чернобыльцев» с расколотым земным шаром в руках. Занял первое место во всероссийском конкурсе «Патриотизм и верность долгу» в 2011 году. |
|            | Камень дружбы народов                                            | 1993              |                                                                                  | Сквер Дружбы народов                                                                              | Символизирует дружбу между Краснодаром и Адыгеей. 20 октября 2016 года состоялось повторное открытие после реставрации. |
|            | Памятный знак на месте Архангельского фельдшанца                 |                   |                                                                                  | Ставропольская улица, 2. Кубаньэнерго.                                                            | |
|            | Памятный камень на месте Воскресенского собора                   |                   |                                                                                  | Площадь Победы, 1                                                                                 | |
|            | Памятный камень жертвам дорожно-транспортных происшествий        | 2016, 19 ноября   |                                                                                  | Старокубанская улица, 86. Отдельный батальон ДПС ГИБДД Управления МВД России по г. Краснодару     | |
|            | Памятный монумент «Огнеборцам Кубани посвящается…»               | 2018, 30 апреля   |                                                                                  | Парк культуры и отдыха им. 30-летия Победы                                                        | Установлен в рамках празднования 369-летия пожарной охраны России и 100-летия советской пожарной охраны. Создан по инициативе Тарыкина А. М., начальника ГУ МЧС по Краснодарскому краю. Памятник представляет из себя постамент, на котором установлена пожарная машина ЗИЛ 1960 года выпуска, – ранее боевая техника, состоящая на вооружении пожарных города Краснодара. |
|            | Памятник Святой Великомученице Екатерине                         | 2009, 27 апреля   | Шанов, Виталий – скульптор                                                       | Александровский бульвар, напротив Дома союзов                                                     | Святая Великомученица Екатерина является покровительницей города Краснодара. Памятник выполнен на месте фонтана |
|            | Памятник Петру и Февронии Муромским                              | 2013, 12 апреля   | Стасова улица, 174/2, Свято-Покровский храм.                                     | Исаков, Сергей Михайлович – скульптор                                                             | Открыт в рамках общенациональной программы «В кругу семьи» |
|            | Поклонный крест в честь Кирилла и Мефодия                        |                   |                                                                                  | Постовая улица, 26.                                                                               | |
|            | Памятник «Ангел не родившихся младенцев»                         | 2016, 24 апреля   | Яковлева, Ольга Фёдоровна – скульптор                                            | Рождественская набережная, 1. Храм Рождества Христова.                                            | «Ангел нерождённых младенцев» пятиметровая (вместе с постаментом) скульптура белоснежного ангела, который в одной руке держит младенца, а другой рукой благословляет его. Символизирует покаяние женщин, совершивших аборт, и является напоминанием молодым людям о семейных ценностях. Создан на пожертвования.                                                           |
|            | Памятник матери                                                  | 2016, 1 июня      | Красных партизан улица, 6/3. Родильным дом № 5. Расположен на центральной аллеи. | На гранитном постаменте высечена надпись «Мы будем вечно прославлять ту женщину, чьё имя — Мать». | |
|            | Памятник жертвам теракта 25 августа 2003 года                    | 2004, 11 марта    |                                                                                  | Трудовой Славы улица, 36а. Троллейбусная остановка.                                               | Установлен в память о жертвах теракта 25 августа 2003 года. |
|            | Памятникам грекам-жертвам политических репрессий                 | 2011, 26 марта    |                                                                                  | Всесвятское кладбище, северо-западная часть.                                                      | Посвящён грекам-жертвам политических репрессий. Инициатор установки — греческая община города Краснодара. Заложен 30 октября 2010 года, в день Памяти политзаключённых. Открыт 26 марта 2011 года, в день Независимости Греции. |
|            | Памятный камень в честь 150-летия Кубанского речного пароходства | 2011, 5 июля      |                                                                                  | Кубанская набережная, 37. Жилой комплекс "Адмирал"                                                | |
|            | Памятник «Монумент скорби»                                       | 2012, октябрь .   |                                                                                  | Ботанический сад имени И. С. Косенко, Аллея дружбы между Краснодарским краем и Японией.           | Посвящён жертвам цунами в Японии в 2011 году и жертвам наводнения в Краснодарском крае в 2012 году. |
|            | Памятник Кубанскому казачеству                                   | 2005, 7 апреля    | Аполлонов, Александр Алексеевич – скульптор                                      | Красная улица, 35. Администрация Краснодарского края                                              | |
|            | Обелиск чекистам Кубани                                          | 2005              | Корнаев, Алан Петрович – скульптор. Карпычев В. – архитектор.                    | Чекистов проспект, пересечение с Платановым бульваром                                             | Открыт в канун празднования 60-летия Победы в ВОВ |
|            | Памятник сыщикам Кубанского уголовного розыска                   | 2008, 6 октября   |                                                                                  | Чистяковский сквер                                                                                | Установлен в ознаменовании 90-летия создания уголовного розыска. |
|            | Памятник «Комсомольцам всех поколений»                           | 2015, 24 сентября | 30-й Иркутской дивизии улица, пересечение с Сормовской улицей                    |                                                                                                   | |
|            | Памятник «Защитникам рубежей Отечества — пограничникам»          | 2015, 4 декабря.  | Золотухины Владимир и Серафима – скульпторы                                      | «Пограничникам» сквер.                                                                            | |

### Малые архитектурные формы
| Фотография | Название                                                       | Дата открытия                                       | Авторы                                       | Местонахождение | Примечание |
| ---------- | -------------------------------------------------------------- | --------------------------------------------------- | -------------------------------------------- | --- | --- |
|            | Скульптура «Пират»                                             |                                                     |                                              | Городской сад | |
|            | Скульптурная архитектурная композиция «Добрый Ангел Мира».     |                                                     | Аполлонов, Александр Алексеевич – скульптор. | Городской сад | |
|            | Скульптура «Влюблённые собачки»                                | 2007                                                | Пчелин, Валерий Павлович                     | Красная улица, пересечение с Мира улицей                                                                                              | Журналом «Русский мир» внесён в число самых странных памятников России. |
|            | Скульптура «Студенты»                                          | 2012, 30 апреля                                     | Пчелин, Валерий Павлович – скульптор         | Красная улица, бульвар. Напротив КубГТУ.                                                                                              | Выполнена из бронзы |
|            | Скульптура «Запорожские казаки пишут письмо Турецкому султану» | 2008, 28 сентября.                                  | Пчелин, Валерий Павлович – скульптор         | Красная улица, пересечение с улицей Горького                                                                                          | Открыта в рамках празднования 215-летия образования Краснодара |
|            | Скульптура «Кошелёк»                                           | Красноармейская улица, пересечение с Гоголя улицей. | 2008, сентябрь                               | | Выполнена из гранита и нержавеющей стали. Прототипом послужил памятник кошельку в Мельбурне. Открыт в рамках празднования 215-летия образования Краснодара. |
|            | Скульптура «Гость»                                             | 2012, декабрь                                       | Золотухины Владимир и Серафима – скульпторы  | Красная улица, пересечение с Северной                                                                                                 | Для изготовления скульптуры потребовалось 700 кг бронзы. |
|            | Скульптура «Бендер, Остап                                      |                                                     |                                              | Рашпилевская улица, 179/1. Бывшее кафе «Золотой телёнок» (ныне «Пиратская пристань»). В настоящее время скульптура наряжена в пирата. | |
|            | Скульптура «Школьник»                                          | 2011                                                |                                              | Симферопольская улица, пересечение с Сормовской улицей. Частная гимназия «Эрудит».                                                    | |
|            | Скульптура «Студент»                                           |                                                     |                                              | 1 Мая улица, 99. Краснодарский гуманитарно-технический колледж.                                                                       | |
|            | Скульптурная композиция «Связь поколений»                      | 2015, 2 июля                                        | Захарян, Григорий – руководитель проекта.    | Красноармейская улица, пересечение с Постовой улицей.                                                                                 | Скульптурная композиция состоит из трёх фигур — ветерана, сидящего на скамейке с маленькой девочкой, и стоящего рядом с ними кадета. Все фигуры созданы в масштабе один к одному. Прообразом ветерана для скульптурной композиции стал Григорий Аркадьевич Тоноян, ветеран прошедший всю войну. Скульптурная композиция выполнена из бронзы. |
|            | Скульптура «45-я параллель»                                    | 2020                                                |                                              | Захарова улица. | Почти четырёхтонная скульптурная композиция, посвящена уникальному географическому положению города. Выполнена в виде бронзового трёхметрового земного шара с выделенной параллелью и отмеченными наиболее известными городами мира, расположенными на ней. Обрамление сделано из индийского гранита.                                        |

## Проект «Аллея Российской славы»
| Фотография | Кому посвящён                                                                                                   | Дата открытия     | Авторы                    | Местонахождение                                                                        | Примечание |
| ---------- | --- | ----------------- | ------------------------- | -------------------------------------------------------------------------------------- | --- |
|            | Багратион, Пётр Иванович – генерал от инфантерии                                                                | 2012, 30 сентября |                           | Мариинский сквер, аллея Российской Славы                                               | |
|            | Барклай-де-Толли, Михаил Богданович – генерал-фельдмаршал                                                       | 2012, 30 сентября |                           | Мариинский сквер, аллея Российской Славы                                               | |
|            | Воронцов, Михаил Семёнович – генерал-фельдмаршал                                                                | 2012, 30 сентября |                           | Мариинский сквер, аллея Российской Славы                                               | |
|            | Высоцкий, Владимир Семёнович – поэт, актёр, автор-исполнитель.                                                  | 2013, 20 января   |                           | Бабушкина улица, 295. Дом творчества В. С. Высоцкого                                   | |
|            | Гагарин, Юрий Алексеевич – первый в мире космонавт, полковник, Герой Советского Союза                           | 2011, 21 мая      | Дементьев А., скульптор.  | Парк "Солнечный остров"                                                                | Расположен возле Краснодарского планетария                                                                              |
|            | Гагарин, Юрий Алексеевич – первый в мире космонавт, полковник, Герой Советского Союза                           | 2014, 12 апреля   |                           | Дзержинского улица, 135/1. КВВАУЛ.                                                     | |
|            | Грицевец, Сергей Иванович – лётчик-истребитель, майор, первый дважды Герой Советского Союза                     | 2016, 3 ноября    |                           | Дзержинского улица, 135/1. КВВАУЛ. Аллея Героев-авиаторов                              | Бюст изготовлен в студии военных художников имени М. Б. Грекова. Открытие приурочено к 78-летию со дня основания КВВАУЛ |
|            | Гудович, Иван Васильевич – генерал-фельдмаршал                                                                  | 2012, 30 сентября |                           | Мариинский сквер, аллея Российской Славы                                               | |
|            | Давыдов, Денис Васильевич – герой Отечественной войны 1812, поэт                                                | 2012, 30 сентября |                           | Мариинский сквер, аллея Российской Славы                                               | |
|            | Ермолов, Алексей Петрович – русский военачальник и государственный деятель                                      | 2012, 30 сентября |                           | Мариинский сквер, аллея Российской Славы                                               | |
|            | Жуков, Георгий Константинович – советский полководец, маршал Советского Союза, четырежды Герой Советского Союза | 2012, 21 сентября |                           | Северная улица, 564.                                                                   | СОШ № 30 им. Г. К. Жукова                                                                                               |
|            | Кутузов, Михаил Илларионович – генерал-фельдмаршал                                                              | 2012, 30 сентября |                           | Мариинский сквер, аллея Российской Славы                                               | |
|            | Ломоносов, Михаил Васильевич – первый русский учёный-естествоиспытатель мирового значения.                      | 2011, 30 сентября |                           | Красная улица, 135. КубГТУ                                                             | |
|            | Маргелов, Василий Филиппович – советский военачальник, генерал армии, Герой Советского Союза                    | 2013, 11 сентября | Колесников В., скульптор. | Бургасская улица, 65. СОШ № 6.                                                         | |
|            | Маресьев, Алексей Петрович – военный лётчик, полковник, Герой Советского Союза                                  | 2016, 20 мая      |                           | Дзержинского улица, 135/1. КВВАУЛ Аллея Героев-авиторов                                | Открыт в день столетия со дня рождения.                                                                                 |
|            | Невский, Александр Ярославич – Новгородский князь                                                               | 2011, 6 декабря   |                           | Постовая улица, пересечение с Красной улицей                                           | |
|            | Покрышкин, Александр Иванович – советский лётчик-ас, маршал авиации, первый трижды Герой Советского Союза       | 2013, 14 мая.     |                           | Дзержинского улица, 135/1. КВВАУЛ.                                                     | |
|            | Потёмкин, Григорий Александрович - Светлейший князь                                                             | 2012, 30 сентября |                           | Мариинский сквер, аллея Российской Славы                                               | |
|            | Раевский, Николай Николаевич                                                                                    | 2012, 30 сентября |                           | Мариинский сквер, аллея Российской Славы                                               | |
|            | Серов, Анатолий Константинович – комбриг, Герой Советского Союза                                                | 2016, 3 ноября    |                           | Дзержинского улица, 135/1. КВВАУЛ. Аллея Героев-авиаторов                              | Бюст изготовлен в студии военных художников имени М. Б. Грекова. Открытие приурочено к 78-летию со дня основания КВВАУЛ |
|            | Скоморохов, Николай Михайлович – лётчик-истребитель, маршал авиации, дважды Герой Советского Союза              | 2016, 3 ноября    |                           | Дзержинского улица, 135/1. КВВАУЛ. Аллея Героев-авиаторов                              | Бюст изготовлен в студии военных художников имени М. Б. Грекова. Открытие приурочено к 78-летию со дня основания КВВАУЛ |
|            | Столыпин, Пётр Аркадьевич – государственный деятель Российской империи                                          | 2011, 5 сентября  |                           | Ставропольская улица, 149. КубГУ                                                       | Открытие памятника приурочено к столетию со дня покушения.                                                              |
|            | Суворов, Александр Васильевич – генералиссимус, великий русский полководец                                      | 2011, 21 декабря  |                           | Красноармейская улица, 2. Лицей № 48.                                                  | |
|            | Ушаков, Фёдор Фёдорович – адмирал                                                                               | 2012, 30 сентября |                           | Мариинский сквер, аллея Российской Славы                                               | |
|            | Ушаков, Фёдор Фёдорович – адмирал                                                                               | 2015 13 мая       |                           | Будённого улица, 107/1. Детский морской центр имени адмирала Фёдора Фёдоровича Ушакова | |

## Восстановленные памятники
| Фотография | Название | Дата открытия (Дата повторного открытия) | Авторы | Местонахождение | Примечание |
| --- | --- | ---------------------------------------- | --- | --- | --- |
| | Обелиск в честь двухсотлетия Кубанского казачьего войска                                                                     | 1897 (1999)                              | Утраченный вариант – архитектор В. А. Филиппов Реконструкция – скульптор А. А. Аполлонов, архитектор О. Н. Кобзарь | Ростовская улица, пересечение с Новой улицей (ныне Красная улица, пересечение с улицей Будённого).                                                     | Демонтирован в начале 1930-х годов. Восстановлен на историческом месте. |
| | Памятник Екатерине II | 6 мая 1907 (8 сентября 2006)             | Скульпторы Микешин М. О. и Эдуардс Б. В.                                                                           | Екатерининский сквер | Был заложен 9 сентября 1896 года, в дни празднования 200-летия Кубанского казачьего войска. Памятник был отлит из бронзы. Первоначальное открытие памятника состоялось 6 мая 1907 года, приуроченное ко дню рождения Императора Николая II. 4 ноября 1920 год был демонтирован по решению Кубанского чрезвычайного революционного комитета. Восстановленный памятник был вновь открыт 8 сентября 2006 года на том же месте. |
| | Александровская Триумфальная арка                                                                                            | 1888 (2009)                              | Архитектор В. А. Филиппов                                                                                          | Екатерининская улица, пересечение с Котляревской улицей (ныне пересечение ул. Мира и М. Седина). Восстановлена на пересечении улиц Красной и Бабушкина | Была сооружена в 1888 году по случаю приезда в Екатеринодар императора Александра III c семьёй. Демонтирована в 1928 году. |
| Внешние изображения Скульптура "Индийский мальчик на слоне" Скульптор Ружейников М. В. около скульптуры "Индийский мальчик на слоне". 1957 год. , размещённый на http://myekaterinodar.ru | Скульптура "Индийский мальчик на слоне"                                                                                      | 1957 (2015)                              | Ружейников М. В. – скульптор (1957). Кутлыбаев, Геннадий – скульптор (2015).                                       | Сквер Дружбы народов | Изначально скульптура была установлена в центре фонтана. В ходе ремонтных работы, проводимых в сквере в 2014 году скульптура была демонтирована. Повторно открыта на новом месте 1 мая 2015 года. |
| Внешние изображения | |                                          | | | |
| Скульптура "Индийский мальчик на слоне" | |                                          | | | |
| | Скульптор Ружейников М. В. около скульптуры "Индийский мальчик на слоне". 1957 год., размещённый на http://myekaterinodar.ru |                                          | | | |

## Утраченные памятники
| Внешние изображения | Внешние изображения                                                                      |
| ------------------- | ---------------------------------------------------------------------------------------- |
| Бюст В. И. Ленина   |                                                                                          |
|                     | Памятник В.И.Ленину перед школой № 48. 1965 год, размещённый на http://myekaterinodar.ru |
|                     | Демонтаж бюста В. И. Ленина на Красноармейской, размещённый на http://myekaterinodar.ru  |

| Внешние изображения   | Внешние изображения                                                                 |
| --------------------- | ----------------------------------------------------------------------------------- |
| Памятник В. И. Ленину |                                                                                     |
|                       | Памятник В.И.Ленину перед ДК ТЭЦ. 1958 год, размещённый на http://myekaterinodar.ru |

| Внешние изображения   | Внешние изображения                                                                 |
| --------------------- | ----------------------------------------------------------------------------------- |
| Памятник В. И. Ленину |                                                                                     |
|                       | Памятник В. И. Ленину в горпарке. 1961 год, размещённый на http://myekaterinodar.ru |

| Внешние изображения                  | Внешние изображения                                                                                   |
| ------------------------------------ | --- |
| Памятник В. И. Ленину и И.В. Сталину | |
|                                      | Памятник В. И. Ленину и И. В. Сталину в горпарке. 1950-е год, размещённый на http://myekaterinodar.ru |

| Внешние изображения   | Внешние изображения                                                                                        |
| --------------------- | --- |
| Памятник В. И. Ленину | |
|                       | Памятник В. И. Ленину на территории военного госпиталя, 1987 год., размещённый на http://myekaterinodar.ru |

| Внешние изображения    | Внешние изображения                                                                             |
| ---------------------- | ----------------------------------------------------------------------------------------------- |
| Памятник И. В. Сталину |                                                                                                 |
|                        | Памятник И. В. Сталину на стадионе «Динамо»., размещённый на http://myekaterinodar.ru           |
|                        | Памятник И. В. Сталину на стадионе «Динамо», 1959 год., размещённый на http://myekaterinodar.ru |

| Внешние изображения | Внешние изображения                                                                 |
| ------------------- | ----------------------------------------------------------------------------------- |
| Памятник Революции  |                                                                                     |
|                     | Памятник Революции в сквере им. Свердлова., размещённый на http://myekaterinodar.ru |

| Внешние изображения      | Внешние изображения                                                                          |
| ------------------------ | -------------------------------------------------------------------------------------------- |
| Памятник Я. М. Свердлову |                                                                                              |
|                          | Памятник Свердлову в сквере им. Свердлова. 1956 год, размещённый на http://myekaterinodar.ru |

| Внешние изображения  | Внешние изображения                                                                           |
| -------------------- | --------------------------------------------------------------------------------------------- |
| Бюст Я. М. Свердлова |                                                                                               |
|                      | Бюст Я.М. Свердлова в сквере им. Свердлова. 1986 год, размещённый на http://myekaterinodar.ru |

| Внешние изображения    | Внешние изображения                                                                                                   |
| ---------------------- | --- |
| Памятник И. П. Павлову | |
|                        | Памятник И.П. Павлову в Краснодарском краевом медицинском училище. 1958 год., размещённый на http://myekaterinodar.ru |

| Внешние изображения                             | Внешние изображения                                                                         |
| ----------------------------------------------- | ------------------------------------------------------------------------------------------- |
| Памятник на могиле профессора С. В. Очаповского |                                                                                             |
|                                                 | Краснодар. Памятник С.В. Очаповскому, 1970-е годы., размещённый на http://myekaterinodar.ru |

| Внешние изображения     | Внешние изображения                                                                                           |
| ----------------------- | --- |
| Памятник А. М. Горькому | |
|                         | Памятник Горькому А.М. в парке культуры им. А.М. Горького. 1965 год., размещённый на http://myekaterinodar.ru |

| Внешние изображения | Внешние изображения                                                                                   |
| ------------------- | --- |
| Бюст А. М. Горького | |
|                     | Бюст А. М. Горького в парке культуры им. Горького. 1938 год., размещённый на http://myekaterinodar.ru |

| Внешние изображения    | Внешние изображения                                                                                              |
| ---------------------- | --- |
| Памятник А. C. Пушкину | |
|                        | Памятник А. С. Пушкину в парке культуры им. А.М. Горького. 1950-е годы., размещённый на http://myekaterinodar.ru |

| Внешние изображения     | Внешние изображения                                                                                       |
| ----------------------- | --- |
| Памятник Л. Н. Толстому | |
|                         | Памятник Л. Н. Толстому в парке культуры им. Горького. 1962 год., размещённый на http://myekaterinodar.ru |

| Внешние изображения        | Внешние изображения                                                                                          |
| -------------------------- | --- |
| Памятник В. В. Маяковскому | |
|                            | Памятник В. В. Маяковскому в парке культуры им. Горького. 1959 год., размещённый на http://myekaterinodar.ru |

| Внешние изображения                 | Внешние изображения                                                                    |
| ----------------------------------- | -------------------------------------------------------------------------------------- |
| Памятник "Первому майскому митингу" |                                                                                        |
|                                     | Обелиск "Первому майскому митингу", 1965 год., размещённый на http://myekaterinodar.ru |
|                                     | Обелиск "Первому майскому митингу", 1985 год., размещённый на http://myekaterinodar.ru |